# بازگشت به دل
بازگشت به دل (به انگلیسی: Return to Del) آخرین جلد مجموعه ی هشت جلدی «در جستجوی دلتورا»، اثر امیلی رودا(جنیفر روو) نویسنده استرالیایی است.